# The Greatest Hits (álbum de Atomic Kitten)
| Críticas profissionais | Críticas profissionais |
| Avaliações da crítica  | Avaliações da crítica  |
| Fonte                  | Avaliação              |
| ---------------------- | ---------------------- |
| Allmusic               | [ 1 ]                  |

The Greatest Hits é o segundo álbum de compilação lançado pelo girl group britânico Atomic Kitten; O álbum foi lançado após o anúncio da separação do grupo. Foi lançado no Reino Unido em 5 de Abril de 2004 pela Virgin Records. Contém todos os hits do grupo dos três álbuns de estúdio Right Now (2000), Feels So Good (2002) e Ladies Night (2003), com exceção do single "Follow Me" de 2000. "Right Now 2004" foi re-lançado como single do álbum em 29 de março de 2004. Embora Kerry Katona não apareça na capa do álbum, seus vocais aparecem em "I Want Your Love" e "See Ya", embora os vocais de Frost aparece em "Whole Again", que originalmente continha os vocais de Katona.
O álbum chegou ao #5 no Reino Unido e foi certificado Ouro. Foi lançado com o sistema de proteção Copy Control em algumas regiões.

## Faixas
| Greatest Hits – Edição Padrão |                                            |                                                                         |                                                                                 |         |  |
| N.º                           | Título                                     | Compositor(es)                                                          | Produtor(es)                                                                    | Duração |  |
| 1.                            | "Whole Again"                              | Andy McCluskey Stuart Kershaw Jem Godfrey Bill Padley                   | Engine                                                                          | 3:07    |  |
| 2.                            | "Ladies Night" (featuring Kool & the Gang) | Ronald Bell Kool & the Gang                                             | Khalis Bayyan Leigh Guest Andy Whitmore [a] Ash Howes [b] Martin Harrington [b] | 3:08    |  |
| 3.                            | "Tide is High (Get the Feeling)"           | John Holt Howard Barrett Tyrone Evans Bill Padley Jem Godfrey           | Padley Godfrey Carrie Grant [b]                                                 | 3:27    |  |
| 4.                            | "It's OK!"                                 | Mikkel Storleer Eriksen Hallgeir Rustan Tor Erik Hermansen              | Stargate                                                                        | 3:15    |  |
| 5.                            | "Be With You"                              | Greg Wilson Tracey Carmen Martin Foster Jeff Lynne                      | Howes Harrington                                                                | 3:38    |  |
| 6.                            | "If You Come to Me"                        | Richard "Biff" Stannard Julian Gallagher Sharon Murphy Howes Harrington | Stannard Gallagher Howes [b] Harrington [b]                                     | 3:46    |  |
| 7.                            | "Eternal Flame"                            | Billy Steinberg Tom Kelly Susanna Hoffs                                 | Ray Ruffin                                                                      | 3:13    |  |
| 8.                            | "Love Doesn't Have to Hurt"                | Steinberg Kelly Hoffs                                                   | Padley Godfrey Grant [b]                                                        | 3:28    |  |
| 9.                            | "The Last Goodbye"                         | Espen Lind Amund Bjorklund Eriksen Rustan Hermansen Daniel Poku         | Stargate                                                                        | 3:07    |  |
| 10.                           | "Right Now 2004"                           | McCluskey Kershaw                                                       | Engine                                                                          | 3:48    |  |
| 11.                           | "See Ya"                                   | McCluskey Kershaw Liz McClarnon                                         | Engine                                                                          | 2:52    |  |
| 12.                           | "I Want Your Love"                         | McCluskey Drummond McClarnon Jerome Moross Jimmy Cauty Lyte Kershaw     | Damien Mendis Engine                                                            | 3:15    |  |
| 13.                           | "You Are"                                  | Paul Gendler Wayne Hector Steve Mac Ali Tennant                         | Mac                                                                             | 3:31    |  |
| 14.                           | "Cradle"                                   | McCluskey Peter Strudwick                                               | Engine                                                                          | 3:45    |  |
| 15.                           | "Someone like Me"                          | McClarnon Ciaron Bell                                                   | Bell                                                                            | 2:09    |  |

| Faixa bônus internacional |             |                                   |                                        |         |  |
| N.º                       | Título      | Compositor(es)                    | Produtor(es)                           | Duração |  |
| 16.                       | "Follow Me" | Abbott Eker Joseph Robson Kearney | John Holliday Trevor Steel Quiet Money | 3:07    |  |

Notas e exemplos de créditos
- ↑[a]  denota co-produtor
- ↑[b]  denota produtor adicional
- "Be with You" contém uma amostra de "Last Train to London" gravado por Electric Light Orchestra.

## Desempenho nas tabelas musicais
| Chart (2004)                          | Maior posição |
| ------------------------------------- | ------------- |
| Alemanha (Offizielle Deutsche Charts) | 35            |
| Áustria (Ö3 Austria Top 40)           | 24            |
| Bélgica (Ultratop Flandres)           | 63            |
| Escócia (Official Scottish Albums)    | 4             |
| Irlanda (IRMA)                        | 19            |
| Nova Zelândia (RMNZ)                  | 8             |
| Países Baixos (Dutch Charts)          | 35            |
| Reino Unido (UK Albums Chart)         | 5             |
| Suíça (Schweizer Hitparade)           | 61            |

| Chart (2004)                  | Posição |
| ----------------------------- | ------- |
| Reino Unido (UK Albums Chart) | 126     |